# Середнє вухо

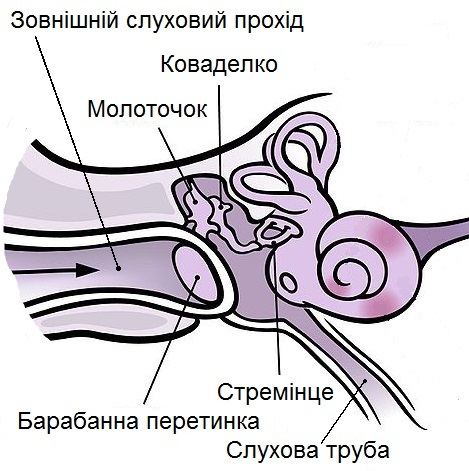
Будова середнього вуха

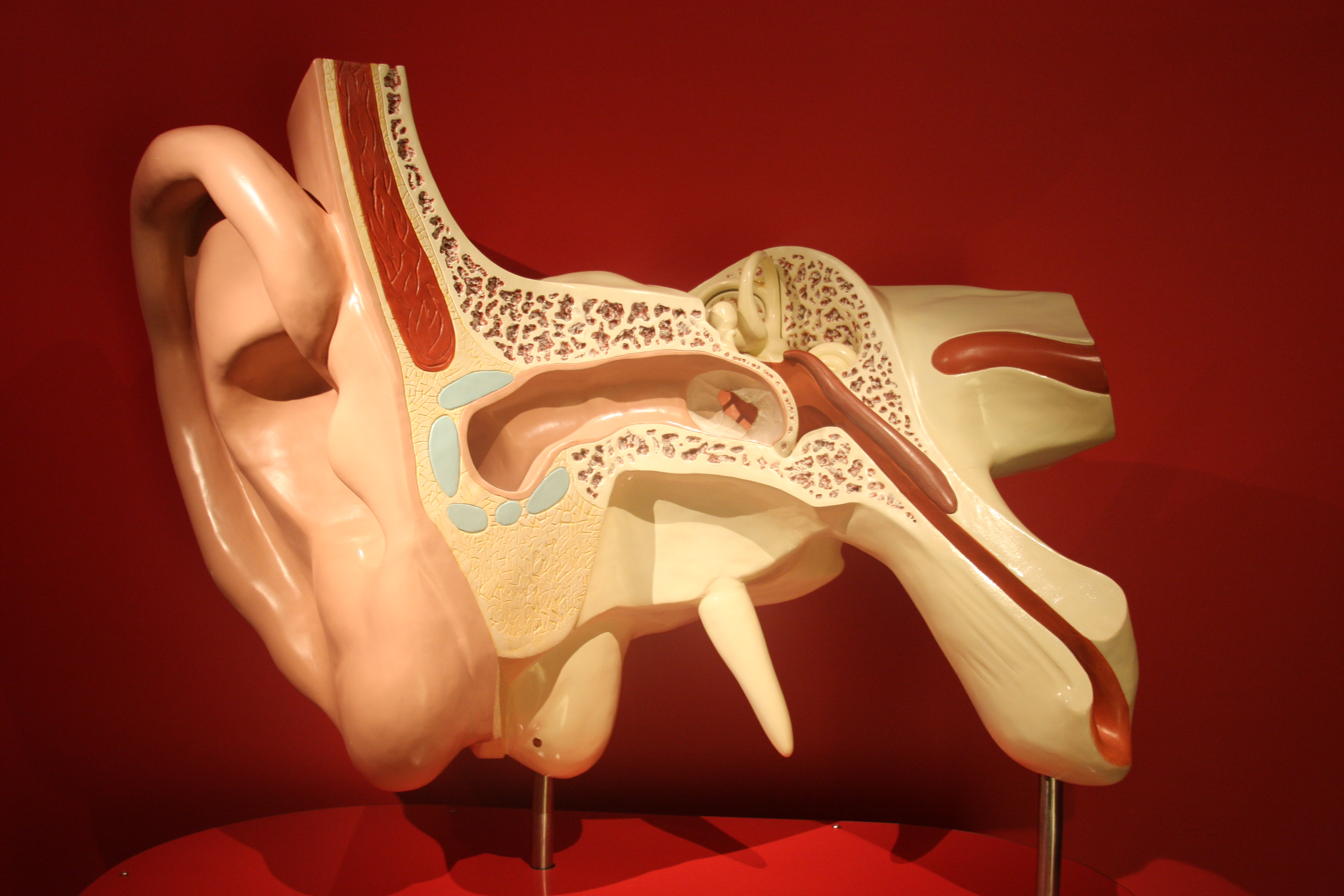
Модель вуха людини. Музей техніки в Осло, Норвегія

Сере́днє ву́хо (лат. auris media) — частина слухової системи ссавців (у тому числі людини). Складається з ряду сполучених між собою повітроносних порожнин: слухова труба (tuba auditiva), барабанна порожнина (cavum tympani), комірки соскоподібного відростка, у тому числі й найбільша з них — печера (antrum mastoideum), яка спеціальним проходом — входом у печеру (aditus ad antrum) з'єднана з барабанною порожниною. У барабанній порожнині знаходиться ланцюг слухових кісточок (молоточок, коваделко, стремінце), м'яз-натягувач барабанної перетинки (malleus tensor tympani), стремінцевий м'яз і зв'язковий апарат.
Слухові кісточки зв'язані між собою членуваннями, анатомічне і функціонально являють собою ланцюг, який тягнеться від барабанної перетинки до вікна присінка. Молоточок прикріплюється до барабанної перетинки і коваделка. Коваделко бере участь у коваделково-молоточковому і коваделково-стремінцевому зчленуванні. Головка стремінця зчленована з сочевицеподібним відростком коваделка, а край підніжної пластинки за допомогою кільцеподібної зв'язки (в передньому відділі ширша, ніж в задньому) — з краєм овального вікна.

## Будова
У барабанній порожнині розрізняють три відділи:
- надбарабанний простір, який розташовується вище рівня короткого відростка молоточка
- середній відділ — між коротким відростком молоточка і рівнем нижньої стінки зовнішнього слухового проходу
- нижній відділ — нижче рівня нижньої стінки зовнішнього слухового проходу

Барабанна порожнина обмежена шістьма стінками. Має форму неправильної чотиригранної призми. Вертикальний і передньо-задній розміри її становлять 15 мм, поперечний (від латеральної до медіальної стінки) — 2-6 мм.
1. Зовнішня стінка. Меншу частину її складає кісткова пластинка зовнішнього слухового проходу, більшу — барабанна перетинка. Відстань барабанної перетинки від медіальної стінки барабанної порожнини: в центрі — до 2 мм, на рівні передньонижнього квадранту — 4-5 мм, задньонижнього — до 6 мм.
2. Медіальна (лабіринтна) стінка барабанної порожнини одночасно є частиною зовнішньої стінки капсули лабіринту. На ній розташований мис, який відповідає основному закрутку завитки. Над мисом і ззаду від нього знаходиться вікно присінка, закрите підніжною пластинкою стремінця, над яким проходить барабанна частина каналу лицьового нерва. Ззаду і знизу від мису, напроти задньої стінки барабанної порожнини, знаходиться ніша круглого вікна. Кругле вікно веде в початковий відділ і закрито тонкою перетинкою. Між мисом і дахом барабанної порожнини проходить півканал м'яза-натягувача барабанної перетинки (malleus tensor tympani), який закінчується під передньою частиною овального вікна ложкоподібним виступом від якого до руків'я молоточка тягнеться сухожилок згаданого м'яза.
3. Задня стінка барабанної порожнини межує з соскоподібним відростком. У верхньому відділі через стінку проходить вхід у печеру. На задній стінці нижче знаходиться пірамідальний виступ, від якого відходить стремінцевий м'яз, який прикріплюється до його голівки. У глибині задньої стінки проходить канал лицевого нерва і навколишні клітини соскоподібного відростка.
4. Передня стінка барабанної порожнини. Верхня половина її зайнята барабанним устям євстахієвої труби, яким закінчується півканал слухової труби. Вище і паралельно їй проходить півканал м'яза-натягувача барабанної перетинки. Нижня половина передньої стінки представляє тонку кісткову пластинку, яка межує із внутрішньою сонною артерією.
5. Верхня стінка (дах) барабанної порожнини тонка, має дегісценції, нерідко є місцем проникнення інфекції в середню черепну ямку. Товщина цієї стінки — 1 −6 мм, ширина на рівні голівки молоточка — 5-6 мм.
6. Нижня стінка — дно барабанної порожнини — розташована на 2-4.5 мм нижче барабанної перетинки. До неї прилягає цибулина внутрішньої яремної вени.

Важливою складовою частиною середнього вуха є пневматична система (повітроносні клітини) соскоподібного відростка, формування якого завершується до 7-8 року життя. Центральне місце займає печера (antrum). В міру росту соскоподібного відростка печера опускається з положення вище скроневої лінії (в дітей перших місяців життя) до позиції, коли вона проектується на площадку соскоподібного відростка у дорослих.

VII та VIII пара черепних нервів і деякі структури середнього та внутрішнього вуха: 1 — вестибулярний нерв, 2 — завитковий нерв, 3 — лицевий нерв, 4 — ганглій колінця, 5 — барабанна струна, 6 — завитка, 7 — півколові канали, 8 — молоточок, 9 — барабанна перетинка, 10 — слухова труба

Важливим елементом середнього вуха є слухова (євстахієва) труба, яка виконує вентиляційну, дренажну і захисну функції (муко-циліарний бар'єр).
Кровопостачання середнього вуха здійснюють різні гілки зовнішньої і частково — внутрішньої сонної артерії.
Лімфовідтік з барабанної порожнини відбувається за ходом слизової оболонки слухової труби в заглоткові лімфатичні вузли.
Іннервація середнього вуха здійснюється гілочками лицьового, трійчастого, язикоглоткового і симпатичного нервів. Барабанна порожнина іннервується барабанним сплетінням. Головну участь у його утворенні бере барабанний нерв або нерв Якобсона, який відходить від нижнього вузла язикоглоткового нерва. За ходом нерва є група гангліозних клітин, які утворюють барабанний ганглій. Барабанний нерв зв'язаний з тимпано-каротидним нервом, який йде від симпатичного сплетіння внутрішньої сонної артерії.
Хеморецептори слизової оболонки зосереджені в області цибулини яремної вени і промонториальної стінки за ходом барабанного сплетіння. Вони утворюють так звані нехромафині параганглії середнього вуха або гломусні тільця — югулярний і тимпанальний гломуси.

## Особливості будови зовнішнього і середнього вуха у дітей перших років життя
- у дітей перших 6 місяців життя вхід у зовнішній слуховий прохід має вигляд щілини, тому що верхня стінка майже впритул прилягає до нижньої;
- зовнішній слуховий прохід вузький. Відсутній його кістковий відділ;
- барабанна перетинка товща, більш васкуляризована, має округлу форму, розташована під меншим кутом до нижньої стінки зовнішнього слухового проходу;
- барабанна порожнина і печера виповнені міксоідною тканиною, яка має малу резистентність до патогенних мікроорганізмів;
- відсутній соскоподібний відросток, а отже і клітини; є тільки печера, яка у перші місяці життя лежить вище скроневої лінії, розташована більш поверхнево і по розмірах більше, ніж у дорослого;
- не зарощена кам'янисто-луската щілина;
- слухова труба коротша, ширша, не має вигину, розташована більш горизонтально, її глоткове устя закривається не повністю і розташовується на рівні твердого піднебіння.

## Фізіологія та функції середнього вуха
За законами акустики звукові хвилі відбиваються від поверхні середовищ, що мають різний акустичний опір або характеристичний імпенданс. Безпосередня передача звукових коливань з повітря в середовища внутрішнього вуха можлива лише з великою втратою енергії. Розрахунки свідчать про те, що ця втрата досягає в середньому 99,9 %. Слуховий рецептор не може сприймати звукові сигнали подібної інтенсивності і забезпечувати акустичне спілкування в життєдіяльності людини. Завдяки барабанній перетинці і системі важелів слухових кісточок (трансформаційний механізм) звукові коливання доходять до сприймаючих елементів внутрішнього вуха, зберігаючи необхідну інтенсивність.
У здійсненні трансформації звуку бере участь не вся барабанна перетинка, а лише її частина, яка отримала назву «функціонально ефективна», вона має площу 0,66 см² і більшою частиною якої (0,55 см²) контактує з руків'ям молоточка. Звуковий тиск з цієї площі передається на підніжну пластинку стременця площею в 0,032 см² (мол. 6), внаслідок чого він збільшується в 17 разів (0,55/0,032). За допомогою моделювання встановлено, що механічна система кісточок забезпечує виграш у силі в 1,3 раза. Таким чином, тиск на вікно присінку за рахунок трансформаційної функції середнього вуха в загальному (17х1.3) збільшується в 22 рази (Б. М. Сагалович, 1994). Загальне максимальне посилення (включаючи і те, що виникає внаслідок резонансу зовнішнього слухового проходу) становить 35-40 дБ.
Барабанна перетинка екранує кругле вікно (звуковий захист), внаслідок чого тиск на вторинну барабанну перетинку і прилягаючу до неї перилімфу барабанної драбини менше тиску стременця (приймаючи до уваги важільний механізм слухових кісточок) на перилімфу драбини присінку. Внаслідок різниці тиску на вікна створюються умови для коливання рідини, мембран завитки і, у кінцевому рахунку, подразнення нейроепітеліальних клітин кортієвого органу. При відсутності барабанної перетинки звукові хвилі взаємно нейтралізуються.
Фізіологічне значення середнього вуха не обмежується трансформацією звукової хвилі. Воно виконує також захисно-пристосувальну функцію при дії звуків високої інтенсивності завдяки амортизаційному механізму суглобних зчленувань слухових кісточок і зміні геометрії їхніх рухів відповідно збільшенню звукового тиску. Наприклад при невеликих звукових навантаженнях базальна пластинка стременця коливається відносно поперечної осі. При збільшенні цих навантажень підніжна пластинка стременця рухається навколо поздовжньої осі, в результаті чого зменшується загальна площа передачі коливань перилімфі. В тих випадках, коли інтенсивність звуку перевершує певний рівень, рухи підніжної пластинки стременця набувають характеру ковзання в площині вікна присінку і передача коливань рідині внутрішнього вуха стає мінімальною.
Особливо значні захисні властивості ланцюг кісточок набуває завдяки м'язам середнього вуха: при інтенсивних звуках обидва м'язи приходять у стан тетанічного скорочення, зменшуючи рухливість ланцюга кісточок, при надсильних звуках фіксація кісточок цілком припиняє рух ланцюга. Багато авторів приписують їм також і акомодаційну роль, вважаючи, що певне збільшення їхнього тонусу може сприяти оптимальному стану трансформаційного апарата.
Захисну функцію м'язів середнього вуха, а також зміну осей переміщення кісточок при збільшенні інтенсивності звукового стимулу можна розглядати як прояв принципу зворотного зв'язку або саморегуляції в системі звукопроведення.